# Charles Lavaivre
Charles Lavaivre (Chamonix-Mont-Blanc, Haute-Savoie, 1905. február 14. – 1967. március 20.)    
francia jégkorongozó, olimpikon.
Az 1924. évi téli olimpiai játékokon játszott a jégkorongtornára. A legfiatalabb játékos volt a csapatban. A francia csapat a B csoportba került. Első mérkőzésükön kikaptak a britektől 15–2-re, majd az amerikaiaktól egy megsemmisítő 22–0-s vereség, végül legyőzték a belgákat 7–5-re. 2 pontjukkal nem jutottak be a négyes döntőbe.
A Chamonix HC volt a klubcsapata és 1923-ban, 1925-ben, 1926-ban és 1927-ben francia bajnok volt.